# Leptoclinides dubius
Leptoclinides dubius är en sjöpungsart som först beskrevs av Sluiter 1909.  Leptoclinides dubius ingår i släktet Leptoclinides och familjen Didemnidae. Inga underarter finns listade i Catalogue of Life.